# Природни резерват Голубац
Природни резерват Голубац је локалитет у режиму заштите I степена, површине 84,46ha, који се налази у Голубичкој клисуру.
Због природне специфичности, богатства флоре и вегетације, те споменика културе Голубачка тврђава један је од важнијих природних резервата у НП Ђердап. 
Уз гребен на којем је смештен, смењују се веома сложени вегетацијски профили представљени специфичним заједницама: врбаци у приобаљу (Salici-Populetum), шибљаци грабића и јоргована, шибљаци руја и јоргована, шибљаци грабића, шуме букве и грабића, шуме сладуна и цера са грабићем (Quercetum frainetto-cerris carpinetosum orientalis) и шуме букве са орахом.